# Sillón Impala
Sillón Impala es una pieza correspondiente a la colección de muebles del diseñador Gillis Lundgren. Se data en 1972 y se conserva como inmueble personal, aunque también se puede encontrar en exposiciones y subastas.

## Contexto histórico
El contexto ocurre a principios de los años 70, el contexto socioeconómico se ubica al final de auge económico de posguerra, valores progresistas en occidente, aumento de conciencia política y aumentó en mayor la libertad económica de las mujeres. Fue una época de grandes avances tecnológicos y científicos en varios ámbitos.
En el ámbito del diseño se busca lo glamuroso combinando colores, texturas, materiales y formas. Se buscan colores brillantes que llamen la atención y que sean protagonistas del hogar sin que resultan cargantes, se combinan con texturas que se solían decantarse entre el peluche y el terciopelo, se hace gran uso de las combinaciones de tamaños variados de figuras geométricas, haciendo uso de diseños extravagantes 

## Historia
La colección de muebles estuvo solo disponible en el catálogo de Ikea de 1972, por lo que actualmente se encuentra fuera de stock. Esto ha revaluado el precio de venta de este sillón convirtiéndose en una de las colecciones de Ikea más caras y valoradas de la marca. Su precio actual se encuentra en 7.119 euros en 1stdibs. Se puede encontrar en páginas de muebles coleccionistas, subastas o incluso en algunas exposiciones.

## Descripción
Se trata de una pieza de la colección de muebles Impala, exactamente se trata de un sillón que consta de una tapicería de terciopelo de color rojo carmín intenso que recubre el interior que se basa en una serie de curvas que se adaptan al cuerpo del sillón. Además encontramos que para sujetar el llamativo cuerpo de este sillón hay una estructura de aluminio que recorre ambos lados y la parte trasera, esta estructura seguiría la forma principal del cuerpo dejándolo ser la parte principal y llamativa del diseño, pero dándole ese toque brillante que aporta el aluminio y que lo hace resaltar aún más para ser el centro de atención de cualquier habitación donde se quisiera colocar.

## Estilo
El sillón sigue el estilo típico de los muebles que se diseñaban en los años 70, sigue las formas típicas como las curvas y los colores fuertes y brillantes, el terciopelo y el aluminio también eran unos materiales muy utilizados en aquella época para este tipo de mobiliario, el terciopelo para el cuerpo y el aluminio para la estructura que los sujetaba.

## Conservación
Es un mueble que ya no podemos encontrar en las tiendas de Ikea, ya que como hemos comentado anteriormente su producción fue limitada a 1972. Podemos encontrarlo en subastas por altísimos precios y en el museo de Ikea que es una revista donde se enseñan todos los muebles que algún día han pasado por la tienda.